# Paulo DaSilva
Paulo Da Silva (* 15. Juni 1970) ist ein aus Deutschland stammender Musiker, Produzent und Songwriter.
Paulo DaSilva begann seine Musikkarriere 1990 als einer der Gründer des international erfolgreichen Elektronik-Musik Duos „Eccentric“ (zusammen mit Co-Produzent Jürgen Kreschel aka Pascal Device). Während der 1990er Jahre konnte sich Paulo als feste Größe in der boomenden Elektronik-Musikszene Europas etablieren und zahlreiche Erfolge verbuchen, unter anderem mit Produktionen und Remixen für erfolgreiche Techno, Trance und House Music DJs. Heute kann er auf unzählige Tonträgerveröffentlichungen auf mehreren Plattenlabels unter den verschiedensten Pseudonymen zurückblicken.
Im Jahre 1999 ist Paulo DaSilva in das sonnige Kalifornien, in die Nähe der Unterhaltungsindustrie-Metropole Los Angeles übergesiedelt um sich dort seiner wahren Leidenschaft, der Filmmusik zu verschreiben. Trotz seiner Liebe für die Filmmusik, engagiert er sich auch heute noch als Produzent / Songwriter im populären Musikbereich mit Künstlern aus den verschiedensten Musikgenres.
| Personendaten    | Personendaten                               |
| ---------------- | ------------------------------------------- |
| NAME             | DaSilva, Paulo                              |
| ALTERNATIVNAMEN  | Da Silva, Paulo                             |
| KURZBESCHREIBUNG | deutscher Musiker, Produzent und Songwriter |
| GEBURTSDATUM     | 15. Juni 1970                               |